# Oxley
Oxley – dzielnica miasta Wolverhampton, w Anglii, w West Midlands, w dystrykcie metropolitalnym Wolverhampton. W 2011 roku dzielnica liczyła 12 797 mieszkańców.